# Playa Flamenco

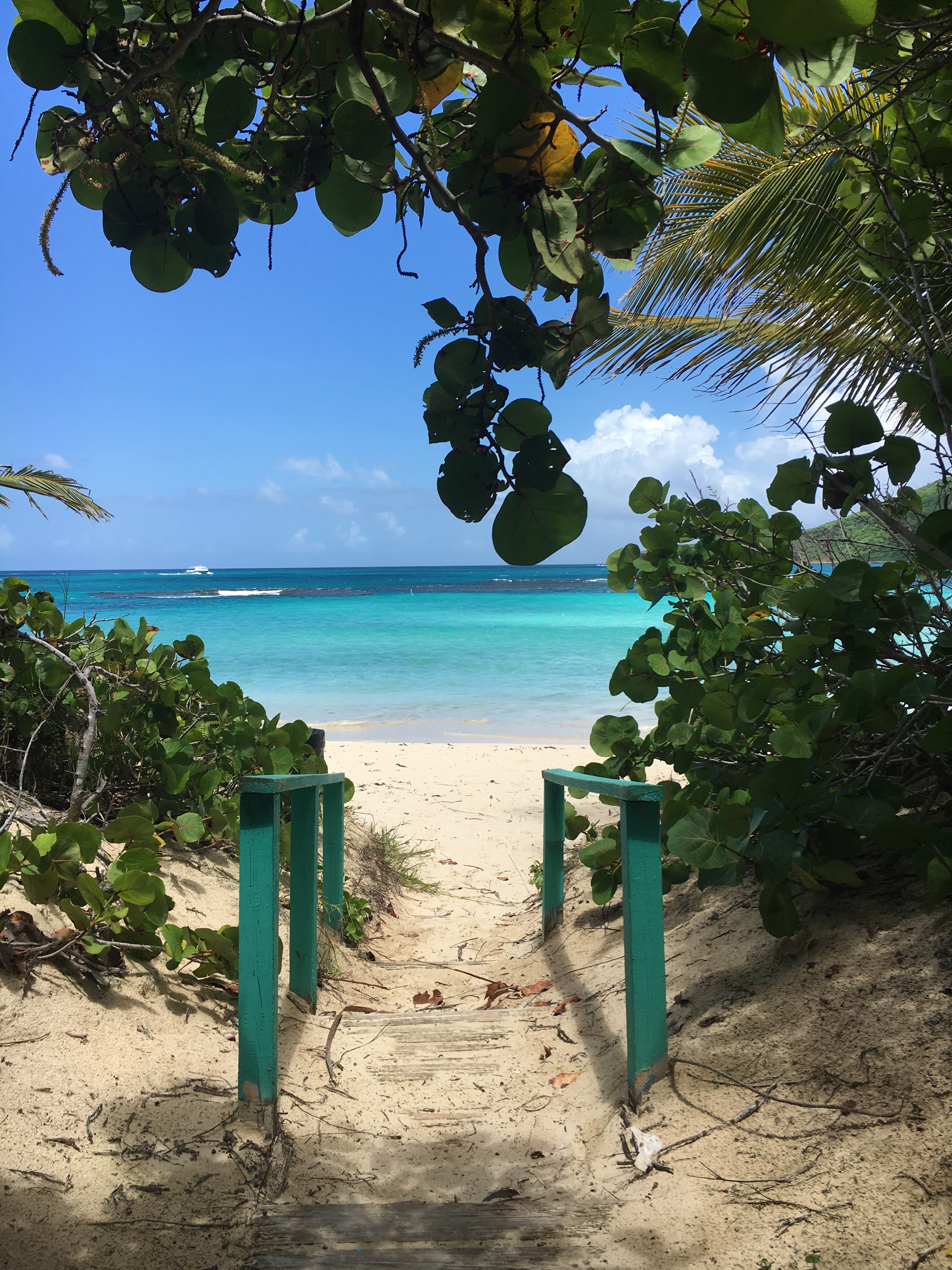
Playa Flamenco vista desde el área de camping

Playa Flamenco es un balneario en la Isla de Culebra, en el Estado Libre Asociado de Puerto Rico.
Flamenco se encuentra en la costa norte de Culebra. La playa se extiende por una milla alrededor de una bahía protegida, en forma de herradura. La playa está bordeada por el Refugio nacional de vida silvestre de Culebra, que es en sí una de las más antiguas reservas de vida silvestre dentro de la unidad del servicio de vida silvestre y pesca de los Estados Unidos. Frente a la costa de flamenco, aproximadamente a un cuarto de milla, esta un escollo.
La principal características de flamenco es la arena blanca de sus playas.
Playa Flamenco no es solo la mejor playa de Culebra, sino que también es considerado generalmente como la mejor en Puerto Rico, y muy posiblemente de todo el Caribe. De hecho, algunos escritores de viajes más exigentes han sugerido que se encuentra entre las diez mejores del mundo.

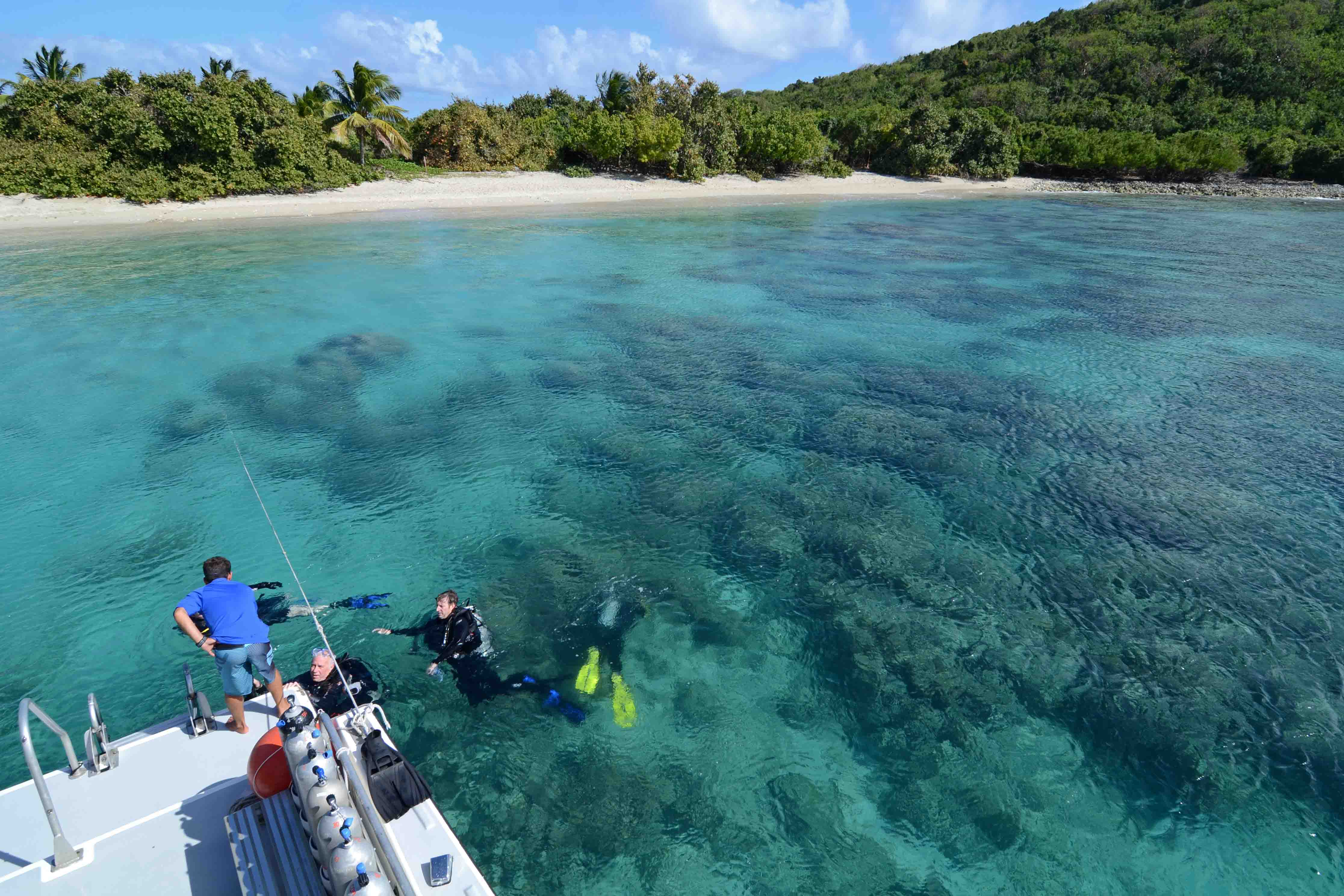
Inalterados, prístinos y desconocidos sitios de buceo en Playa Flamenco
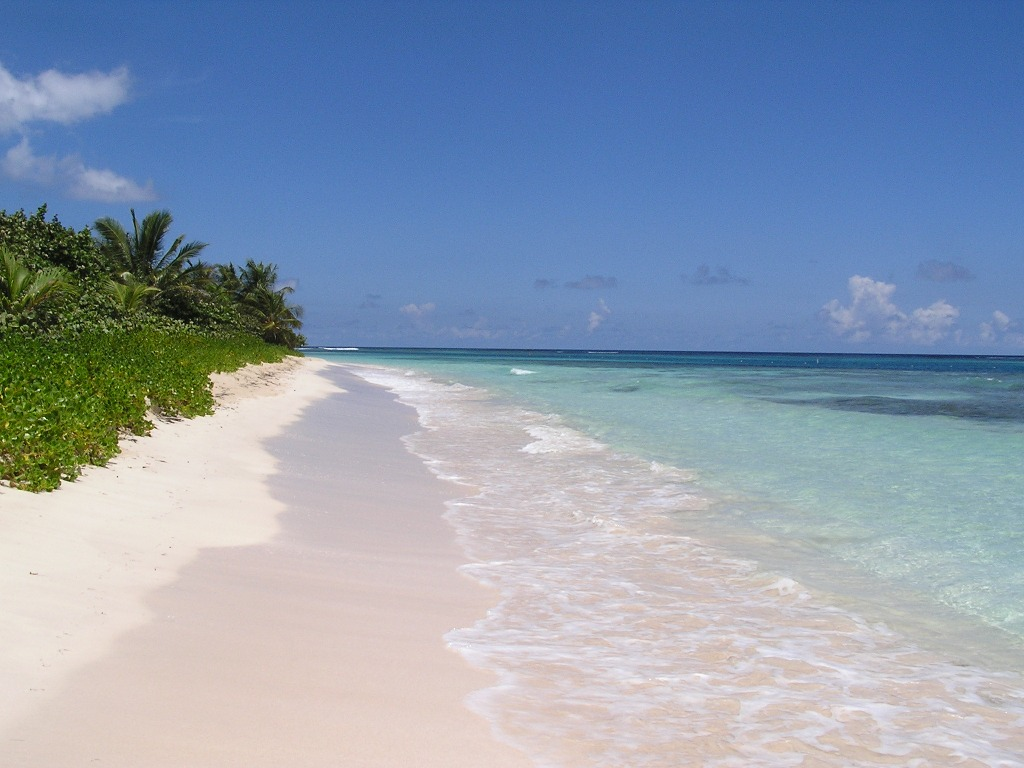
Parte aislada de Flamenco
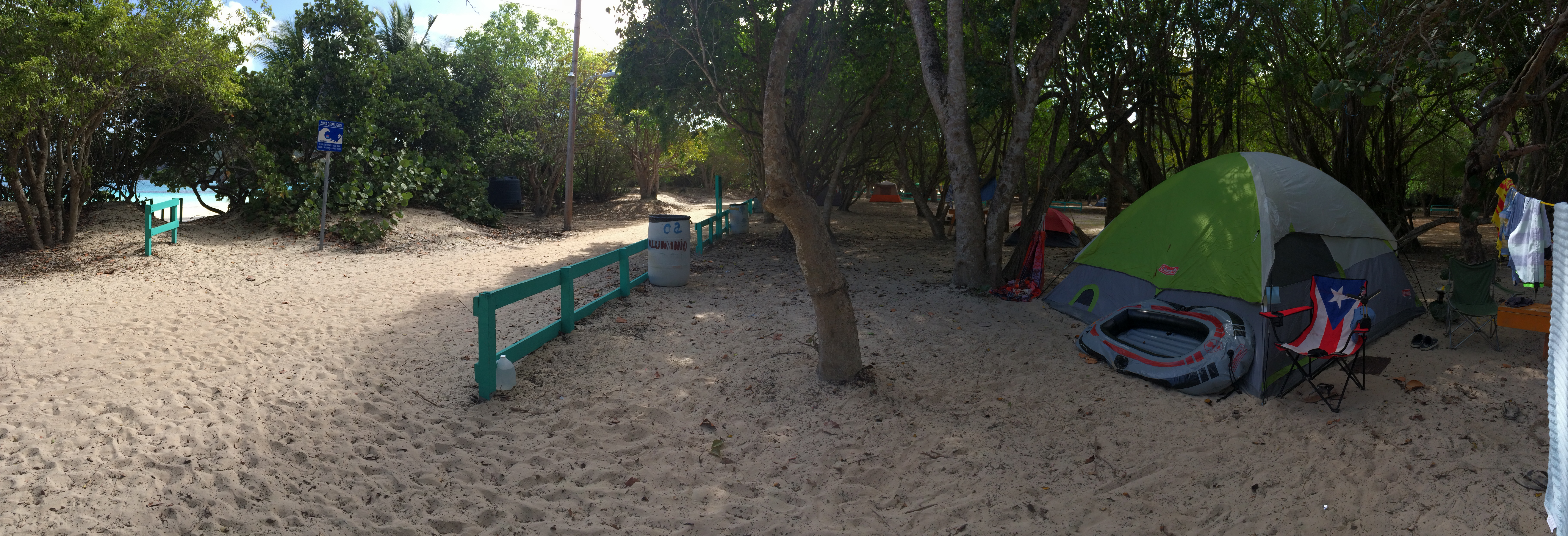
Área de acampar en Playa Flamenco
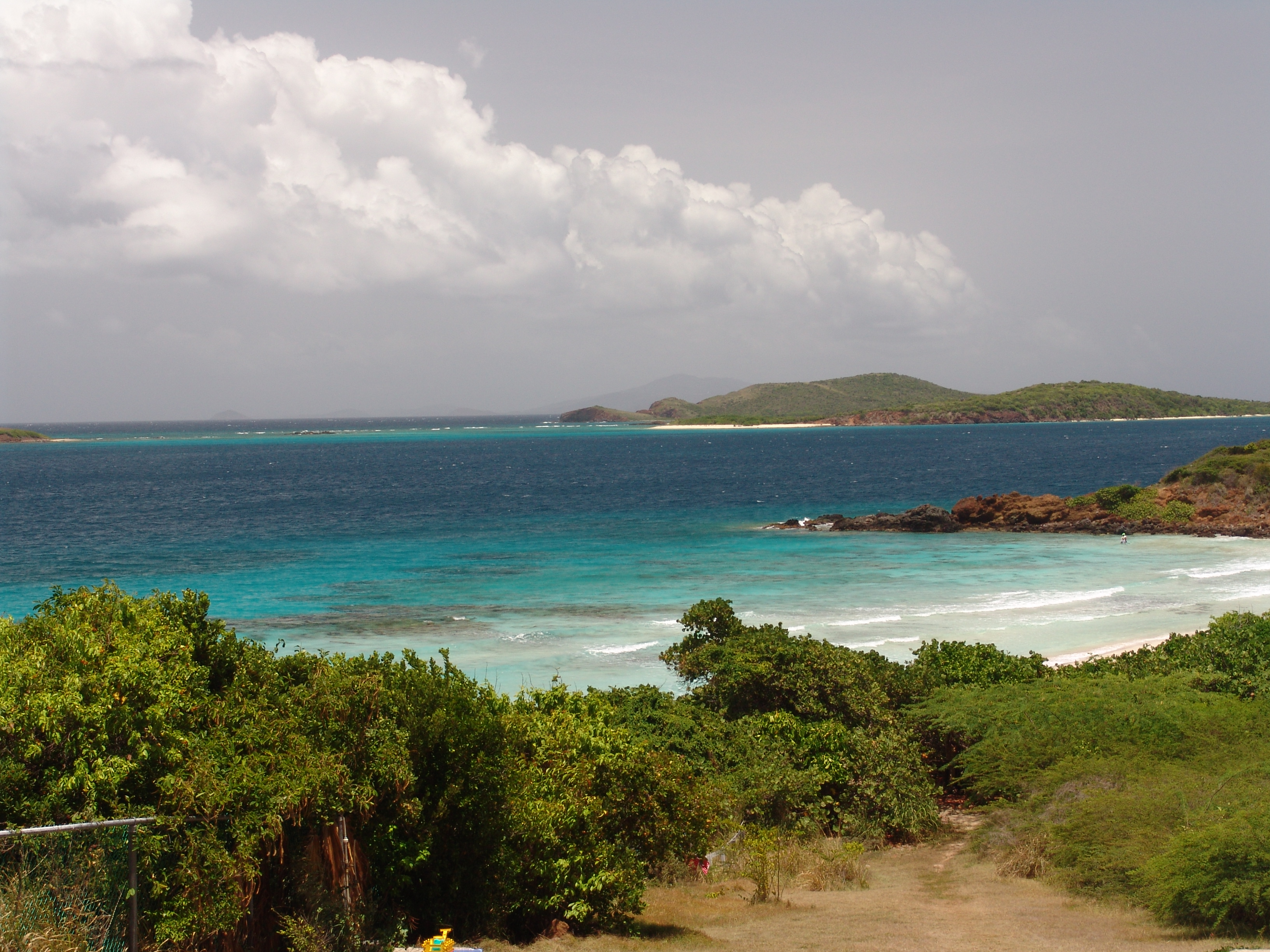
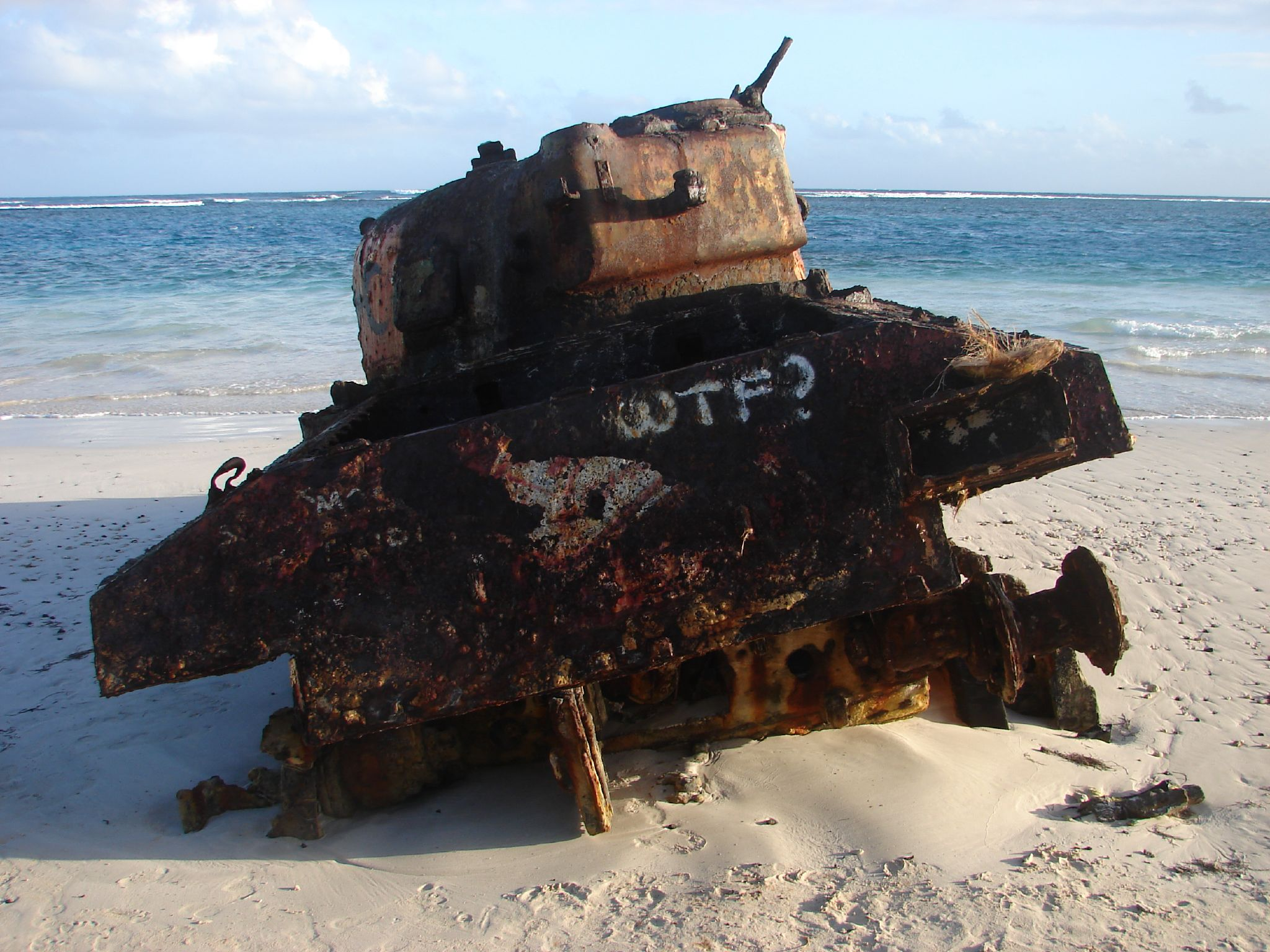

## Llegando a la Playa
Solamente hay dos maneras de llegar a la Playa Flamenco. Algunas personas llegan por avión, el cual sale del Aeropuerto Internacional Luis Muñoz Marín y aterriza en el aeropuerto de Culebra. La manera más popular de llegar es en un ferry que toma cincuenta minutos. Después de llegar a la isla, es necesario ir por taxi a la playa Flamenco.
La Playa Flamenco es una de las playas más hermosas en el mundo. Es un destino popular visitado por los puertorriqueños y estadounidenses. Ha ganado el título por Discovery Channel como la segunda playa más bella que un turista puede visitar. El lugar incluye salvavidas, restaurantes que venden comida , accesorios de playa y acceso a la ciudad Dewey por el transbordador. 
Hay muchas actividades que se puede hacer en la Playa Flamenco. Puedes nadar en agua cristalina con tus amigos. Si no te gusta nadar, puedes broncearte en el sol en la arena blanca. Es el lugar perfecto para dar un paseo.  También puedes ir a bucear y ver un arrecife de coral vibrante o peces exóticos.  La Playa Flamenco es un lugar muy divertido para todos.